# Scooby Doo: Wakacje z duchami
Scooby Doo: Wakacje z duchami (ang. Scooby-Doo! Camp Scare) – 20. film animowany i 15. film pełnometrażowy z serii Scooby Doo. Wyprodukowany w roku 2010. Następca filmu Scooby Doo: Abrakadabra-Doo (2010).

## Fabuła
Scooby Doo i reszta przyjeżdżają na letni obóz o nazwie Mały Łoś. Tymczasem w ciemnym lesie pojawiają się Drwalowy, Ryboman i Upiorzyca Cienistego Kanionu. Scooby wraz z Kudłatym, Daphne, Velmą i Fredem postanawiają rozwiązać kolejną zagadkę.

## Wersja polska
Dystrybucja na terenie Polski: Galapagos Films

Wersja polska: DubbFilm

Reżyseria: Dobrosława Bałazy

Dialogi: Dorota Filipek-Załęska

Dźwięk i montaż: Izabela Waśkiewicz

Teksty piosenek: Andrzej Brzeski

Opracowanie muzyczne: Piotr Gogol

Kierownictwo produkcji: Romuald Cieślak

Wystąpili:
- Jacek Bończyk – Kudłaty
- Ryszard Olesiński – Scooby Doo
- Jacek Kopczyński – Fred
- Agata Gawrońska-Bauman – Velma
- Beata Jankowska-Tzimas – Daphne
- Marek Lewandowski – Burt
- Robert Tondera – Strażnik Knudsen
- Kinga Tabor – Jessica
- Agnieszka Mrozińska – Trudy
- Roger Karwiński – Luke
- Mateusz Narloch – Deacon/Berbeć Boretti
- Mirosław Wieprzewski – Sklepikarz z miasteczka obozowego
- Wojciech Machnicki – Darryl
- Aleksandra Rojewska
- Kamila Gajda
- Bartłomiej Chojecki
- Jakub Gajda

Śpiewali: Magdalena Tul, Patrycja Kotlarska, Agata Dąbrowska, Piotr Gogol, Artur Bomert
Lektor: Paweł Bukrewicz